# کارتئولول
کارتئولول (انگلیسی: Carteolol) یک داروی مسدودکننده بتا غیرانتخابی است که برای درمان گلوکوم استفاده می‌شود.
مشخص شده است که افزون بر مسدودکننده بتا، به عنوان یک آنتاگونیست گیرنده سروتونین 5-HT1A و 5-HT1B عمل می‌کند.
این دارو در سال ۱۹۷۲ ثبت اختراع شد و در سال ۱۹۸۰ برای استفاده پزشکی تأیید شد.